# Бањара ди Ромања
Бањара ди Ромања (итал. Bagnara di Romagna) је насеље у Италији у округу Равена, региону Емилија-Ромања.
Према процени из 2011. у насељу је живело 1790 становника. Насеље се налази на надморској висини од 22 м.

## Становништво
Према резултатима пописа становништва 2011. у општини је живело 2.348 становника.
| 1931. | 1936. | 1951. | 1961. | 1971. | 1981. | 1991. | 2001. | 2011. |
| ----- | ----- | ----- | ----- | ----- | ----- | ----- | ----- | ----- |
| 2.031 | 2.031 | 1.947 | 2.015 | 1.941 | 1.810 | 1.713 | 1.761 | 2.348 |

## Партнерски градови
- Аделмансфелден
- Saint-Drézéry